# 吉村真子
吉村 真子（よしむら まこ、1961年 - ）は、日本のアジア地域研究学者、法政大学教授。東南アジア研究（マレーシア研究）。アジア（東南アジア、とくにマレーシア）における人の移動（移住労働）、労働、ジェンダー、エスニシティなどを研究。主著に『マレーシアの経済発展と労働力構造：ナショナリティ、ジェンダー、エスニシティ』。東京大学大学院博士課程修了。経済学博士。東京大学博士課程修了後、法政大学社会学部の専任講師、助教授を経て、現職。マレーシアのマラヤ大学で客員準教授のほか、ロンドン大学SOAS客員研究員、マラヤ大学客員研究員など。日本学術会議連携会員（第22期-）。

## 略歴

### 学歴
- 1985年3月 津田塾大学国際関係学科卒業
- 1987年3月 東京大学経済学部卒業
- 1992年3月 東京大学大学院経済学研究科第二種博士課程修了
- 1989年3月 経済学修士（東京大学）
- 1989年‐1990年 米国ミシガン大学大学院
- 1990年8月 修士号（東南アジア研究）（米国ミシガン大学）
- 1996年3月 博士号（経済学）（東京大学）

### 職歴
- 1992年4月 法政大学社会学部専任講師
- 1994年4月 法政大学社会学部助教授
- 2001年4月 法政大学社会学部教授

## 著書

### 単著
- 『マレーシアの経済発展と労働力構造――ナショナリティ、ジェンダー、エスニシティ』（法政大学出版局, 1998年）

### 共編著
- 「日本の英領マラヤ・シンガポール占領期史料収集」フォーラム編『日本の英領マラヤ・シンガポール占領＜インタビュー集＞』龍渓書舎、1998年。
- マラヤ日本占領期史料フォーラム編『マラヤ日本占領期文献目録（1941－45年）（付 戦前期日本マラヤ関係文献目録）』龍渓書舎、2007年。
- 『新版　東南アジアを知る事典』平凡社、2008年。
- Akashi Yoji and Yoshimura Mako (eds.), New Perspectives on Japanese Occupation in Malaya and Singapore 1942-45, National University of Singapore Press, Singapore, 2008.
- 東南アジア学会監修、東南アジア史学会40周年記念事業委員会編『東南アジア史研究の展開：回顧と展望』山川出版社、2009年。
- 『移民・マイノリティと変容する世界』法政大学出版局、2012年。
- Teow See Heng, Lydia N.Yu-Jose, Ricardo Trota Jose and Yoshimura Mako (eds.), Japan and Southeast Asia: Continuity and Change in Modern Times, The Ateneo de Manila University Press, 2014.
- 田中優子、法政大学社会学部「社会を変えるための実践論」講座編『そろそろ「社会運動」の話をしよう：他人ゴトから自分ゴトへ。社会を変えるための実践論』  明石書店、2014年。
- 田中優子、法政大学社会学部「社会を変えるための実践論」講座編『そろそろ「社会運動」の話をしよう：自分ゴトとして考えへ行動する社会を変えるための実践論  【改訂新版】』明石書店、2019年。

### 共著
- （社会政策学会編）『アジアの労働と生活』御茶の水書房､1998年。
- （岡本義行編）『日本企業の技術移転：アジア諸国への定着』日本経済評論社、1998年。
- （古田元夫編）『＜南＞から見た世界[2] 東南アジア・南アジア』大月書店、1999年。
- （生田真人・松澤俊雄編）『アジアの大都市[3] クアラルンプル／シンガポール』日本評論社、2000年。
- （森廣正編）『国際労働力移動のグローバル化：外国人定住と政策課題』法政大学出版局、2000年。
- （森廣正編）『国際労働力移動のグローバル化』法政大学出版局、2000年。
- （明石陽至編）『日本軍政下の英領マラヤ・シンガポール』、岩波書店、2001年。
- YOSHIMURA Mako, "Economic Policy and Rubber Estates in Malaya under the Japanese Occupation," Sejarah (Department of History, University of Malaya), No.10, 2002: 21-51.
- （青木保ほか編）『アジア新世紀<第五巻>市場：トランスナショナル化する情報と経済』岩波書店、2003年｡
- （羽場久美子・増田正人編）『21世紀国際社会への招待』有斐閣、2003年｡
- （一橋大学経済研究所経済制度研究センター編、寺西重郎責任編集）『アジアのソーシャル・セーフティ・ネット』勁草書房、2003年｡
- （山本真鳥編）『性と文化』法政大学出版局、2004年｡
- （原伸子編）『市場とジェンダー：理論・実証・文化』法政大学出版局、2005年。
- （宇佐見耕一・牧野久美子編）『新興工業国における雇用と社会政策：資料編』（調査研究報告書）日本貿易振興機構アジア経済研究所、2006年。
- YOSHIMURA Mako “Affirmative Action for Majority Groups” in The Blackwell Encyclopedia of Sociology Volume I, Blackwell, Oxford, 2007: 42-45.
- YOSHIMURA Mako “Feminization of Labor Migration” in The Blackwell Encyclopedia of Sociology Volume IV, Blackwell, Oxford, 2007: 1715-1717.
- （アジア政経学会監修、竹中千春・高橋伸夫・山本信人編）『現代アジア研究<2>：アジアの市民社会』慶應義塾大学出版会、2008年。
- （植村博恭ほか編）『転換期のアジア資本主義』藤原書店、2014年。